# Janowo (powiat działdowski)
Janowo (niem. Hansburg) – wieś w Polsce położona w województwie warmińsko-mazurskim, w powiecie działdowskim, w gminie Iłowo-Osada.
W latach 1975–1998 miejscowość należała administracyjnie do województwa ciechanowskiego.
W okresie międzywojennym w miejscowości stacjonowała placówka Straży Granicznej I linii „Janowo”.